# لين زونجسو
لِن زونجسو (ولدت عام 1878 وتوفت عام 1944) هي كاتبة صينية وناشطة في مجال حقوق المرأة في الاقتراع أو التصويت. أسست أول منظمة للدفاع عن حقوق المرأة في الصين، وكانت إحدى الناشطات النسويات والسياسيات البارزات في الصين خلال الفترة الممتدة من سلسلة تشينغ إلى جمهورية الصين. أصبحت أيضاً من أوائل الصحفيات ومحررات الجرائد في الصين. وبصفتها صحفية، نشرت الكثير عن حقوق النساء وقادت عدداً من المنظمات النسائية حتى قُمعت الديموقراطية في البلد عام 1913. لاحقاً، درّست زونجسو في سنغافورة وأدارت منشأة زوارقٍ هناك، فاستطاعت تأمين الأموال الكافية للصحف التي أدارها شقيقها في الصين. وبعد مرور عقدٍ من الزمن على بقائها في جنوب شرق آسيا، عادت وزوجها إلى الصين وعاشت في الجزء الجنوبي من البلاد حيث كانت أعمالها هناك.

## سيرتها الذاتية
وُلدت لِن زونجسو عام 1878 في مينهو ضمن مقاطعة فوجيان في الصين. كان والدها لِن جيانكوان كاتباً، وكانت والدتها هوانغ فو مدرسة ومؤلفة قصائد غنائية. كانت والدتها تعنفها، وعندما توفت الأم، كانت زونجسو طفلة صغيرة، فانتقلت للعيش مع قريبٍ لها، والتحقت بمدرسة غربية . ونحو العام 1898، انتقلت زونجسو إلى هانجتشو، حيث عملت مع شقيقها الأكبر، لِن بايونغ [zh]، حيث كان الأخير صحفياً يعمل هناك. تعرّفت زونجسو على المجموعات الثورية الناشئة والمناهضة لسلالة تيشنغ، وتعرّفت أيضاً على تشو جين، والتي أصبحت لاحقاً شهيدة الثورة. في عام 1902، بدأت زونجسو دراستها في مدرسة الفتيات الوطنية في شنغهاي. كانت تلك المدرسة تميل إلى الراديكالية مقارنة بالمدارس الصينية التقليدية، حيث تجمع بين دراسة الكيمياء والفيزياء وتاريخ الثورة الفرنسية والحركة العدمية الروسية، بالإضافة إلى الدفاع عن حقوق النساء في الانخراط ضمن المجال السياسي. لحقت بعدها بفترة قصيرة بعددٍ من التلامذة الصينيين الذي سافروا إلى اليابان عام 1903.
أرادت لِن، التي كانت بصحبة شقيقها، أخذ العلم من مصادر خارج النظام التعليمي الصيني الذي تديره الحكومة، والتأثر بالحداثة العالمية حالها كحال جميع الطلاب الصينيين في تلك الفترة. لذا انضمت إلى مظاهرة مناهضة للحرب اليابانية الصينية، والتحقت بالصليب الأحمر الياباني لتتعلّم المهارات الطبية وتصبح قادرة على العناية بالجرحى من جنود الحرب. أسست أيضاً أول رابطة للطالبات بالاشتراك مع الطالبات الصينيات الأخريات، وُدعيت هذه الرابطة بـ “مجتمع الحب المتبادل”، وهي جمعية مهتمة بالدفاع عن حقوق المرأة، وتحديداً حقهن في الحصول على التعليم. نشرت المنظمة أفكارها في صحيفة جيانغسو، وبدأت لِن كتابة مقالات عن المساواة. وفي عام 1903، نشرت في صحيفة جيانغسو مقدمة افتتاحية لـ “إنذار للنساء” للكاتبة جِن سونغتسين، والتي دعت النساء فيها إلى تحرير أنفسهن وبلدانهن.
عادت زونجسو إلى شنغهاي بعد قضائها عاماً في اليابان، وذلك كي تعمل في صحيفة شقيقها “الأخبار الصينية الدارجة”، وأصبحت بذلك أول صحفية في الصين. كما أصبحت أيضاً مساعدة محرر لصحيفة “الإنذار اليومي”. قدّمت تلك الصحيفتان تحليلات وتعليقاتٍ حول الديموقراطية، كما كتبت لِن الكثير من المقالات التي دافعت فيها عن الثورة. في النهاية، أغلقت الحكومة هاتين الصحيفتين بالقوة عام 1905. قررت زونجسو بعدها العودة إلى اليابان لتدرس في دار المعلمين العليا في طوكيو. وفي خريف ذلك العام، عندما أنشأ هوانغ شينغ مصانع الذخيرة في يوكوهاما، شاركت زونجسو، برفقة عددٍ من الطلاب الصينيين، في نشاطات فوضوية، وأصبحت تُعرف باسم “البطلة صوفيا”، في إشارة إلى النشاطات التي مارستها الثورية الروسية صوفيا بيروفسكايا. التحقت زونجسو في شهر ديسمبر من عام 1905 بعُصبة تونجمنغوي Tongmenghui، أو عصبة الاتحاد الصيني، التي أوجدها السياسي والفيلسوف الصيني سون يات سين، فاستطاعت زونجسو بذلك استكمال نشاطها الثوري والمشاركة في العديد من النشاطات المناهضة للحكومة. ثم في عام 1906، أصدرت وزارة التربية اليابانية مرسوماً يحدّ من النشاط السياسي للطلاب الصينيين [4]. أكملت زونجسو تعليمها في دار المعلمين، وتزوجت من صديق شقيقها، تونغ فو من شنغهاي.

## مسيرتها المهنية
انتهى حكم سلالة تشينغ في أوكتوبر من عام 1911 جرّاء نجاح انتفاضة ووتشانغ، فعادت لِن إلى الصين. التحقت بالحزب الاشتراكي الصيني تحت إدارة جيانغ كانغهو في تلك الفتر. وشكّلت لِن في الثاني من شهر نوفمبر عام 1911 أول منظمة في الصين تسعى لمنح النساء حقهن في الاقتراع. كانت المنظمة فرعاً من الحزب الاشتراكي، لذا كان باستطاعة النساء تحقيق تغييرٍ سياسي. أسست زونجسو أيضاً صحيفة تُدعى Women’s Times لنشر معلومات حول المنظمة وحق المرأة في التصويت.
قابلت لِن سون يات سين في نانجينع عام 1912، وحصلت على وعدٍ منه بمنح النساء حق التصويت عندما تتأسس الجمعية الوطنية . نشرت لِن هذا الخبر في صحيفة Shenzhou Daily وصحيفة Women’s Times، حيث حصل هذا الإعلان على ردود فعلٍ متفاوتة بين القبول والرفض. وبالرغم من حصولها على إذن سون يات سين لنشر هذا الخبر، لكن الأخير امتنع عن الخوض في هذا الجدل معللاً أن حق المرأة في الاقتراع مسألة تحددها الأكثرية. نشرت لِن مقالة أخرى في صحيفة (تياندو باو) دحضت فيها امتناعه عن التعليق وكلامه بخصوص هذا الموضوع. وهكذا وصلت فكرة حق المرأة في الاقتراع إلى مسامع عامة الشعب، لذا تشكلت مجموعة من المنظمات النسائية الأخرى للمطالبة بحصول المرأة في الصين على حقها في الاقتراع. في الوقت ذاته، كان النقاش جارياً حول وضع دستور مؤقت لجمهورية الصين، لذا تم رفع طلبٍ رسمي للمساواة بين الجنسين. وعندما صدر الدستور في الحادي عشر من شهر مارس، لم يحتوِ على أي بندٍ يخصّ حقوق النساء في الاقتراع. استمرت النساء بممارسة الضغط على مجلس الشيوخ المؤقت وأرسلن 5 عرائض طالبن فيها بتشريع حقوقهن، لكن الجمعية العامة اعتبرت أفعالهن شكلاً من أشكال التهديد، ورفضت بالتالي سماع مطالبهن.

## حياتها اللاحقة
تطلقت لِن من زوجها تونغ عام 1913 وتركت المجال السياسي وانتقلت إلى نانجينغ. قُمعت الديموقراطية في الصين تحت حكم يوان شيكاي، ووافقت لِن على الدعوة الموجهة لها لزيارة جنوب شرق آسيا. وبناءً على الدعوة الموجهة من طرف غرفة التجارة في سينغافورة، أُعيد توطين لِن وعملت بعدها مدرّسة. ثم تزوجت من تاجرٍ من هانغجو وأدارا سوية منشأة زوارق. اقطتعت لِن جزءاً من ريع المنشأة لمساعدة شقيقها في إدارة صحيفته. وفي مارس من عام 1922، عاد الزوجان إلى بكين، ولكن بسبب مصالح زوجها التجارية، اضطرا إلى العيش في كايفنغ ضمن مقاطعة خنان. في عام 1925، توفي الطفل الوحيد للزوجين المفجوعين، فالتحقت لِن بشقيقها في بكين. ثم عادت إلى الجنوب بعد مقتل شقيقها في العام التالي. ثم انتقلت العائلة إلى كونمينغ في مقاطعة يونان عندما اندلعت الحرب اليابانية الصينية الثانية، حيث توفت هناك عام 1944.